# خوزامة
خوزامة هي قرية ريفية في إقليم ورززات ضمن درعة تافيلالت بالمغرب. كان مجموع عدد سكان بلدية خوزامة 8.191 نسمة يعيشون في 1.373 أسرة.(تعداد السكان الرسمي 2004)